# حكومة رئاسة الوزراء
حكومة رئاسة الوزراء هي حكومة يهيمن عليها رئيس الوزراء حيث يتولى صلاحيات السلطة التنفيذية. ونظرًا لأن رئيس الوزراء يكون، بحكم التعريف، عضوًا في مجلس الوزراء - فإن هذا الشكل من أشكال الحكومة غالبًا ما يكون شكلاً متطورًا من حكومة مجلس الوزراء. في حكومة مجلس الوزراء بمعناها الصحيح يكون رئيس الوزراء هو الوزير الأول بين أطراف متساوية، حيث يستوجب على حكومة رئاسة الوزراء تخطي هذا الحد. وأحد الأمثلة على حكومة رئاسة الوزراء والتي كثيرًا ما يستشهد بها هي المملكة المتحدة، حيث مارس أحدث قادتها مثل مارغريت ثاتشر وتوني بلير، الرئاسة التي تراوغ مجلس الوزراء. بدأت تاتشر في استخدام الاجتماعات الثنائية مع أفراد من الوزراء لتحديد مجالات السياسة العامة مستخدمة مجلس الوزراء في إعلان هذه القرارات ببساطة. ونظرًا لحجم انتصارها وسيطرتها على المناصب الوزارية، لم يكن الوزراء على استعداد لاستجوابها لأنه قد يحدث العكس ويتم استجوابهم.
وعلى الرغم من عودة جون ميجور مرة أخرى إلى حكومة رئاسة الوزراء، فقد حذا توني بلير حذو تاتشر. فقد عزز مكتب رئيس الوزراء وأضعف مكتب مجلس الوزراء، وضاعف عدد المستشارين. وقد دفع ذلك بعض المعلقين السياسيين إلى وصفه «بالقيادي الآمر» أو «النابليوني» (بيتر هينيسي ودينيس كافانا، على الترتيب). وهناك ملاحظة أخرى، ربما يكون تقويض حكومة رئاسة الوزراء في المملكة المتحدة خلال إدارة بلير هو الدور الذي كان يلعبه وزير المالية جوردون براون - فتأثيره على السياسة لم يسبق له مثيل، لا سيما في مجالات مثل رواتب التقاعد والأعمال التجارية ورفاهية العمل. كما ترأس براون لجنة الشؤون الاقتصادية الوزارية الدائمة، وهو الأمر الذي كان وراء التحويل المعتاد لمسار عمل وزير المالية.